# Engiltschekkette
Die Engiltschekkette (kirgisisch Эңилчек кырка тоо; russisch Иныльчекта́у Inyltschektau oder Иныльчек Inyltschek bzw. KHREBET INYL'CHEKTAU auf dem Kartenblatt der Tactical Pilotage Chart) ist eine Bergkette im Südosten von Kirgisistan.
Die Engiltschekkette zweigt westlich vom Hauptkamm des Tian Shan ab. Sie verläuft über eine Länge von 65 km in Ost-West-Richtung zwischen dem Flusstal des Engiltschek und dem Südlichen Engiltschek-Gletscher im Norden sowie dem des Kaindy und dem Kaindy-Gletscher im Süden, parallel zur südlich davon verlaufenden Kaindykette. Die Engiltschekkette erreicht eine maximale Höhe von 5722 m im Pik Schokalskowo. Zweithöchster Berg mit 5697 m ist der Pik Nansen, der nach Fridtjof Nansen benannt ist. Der erst 2003 bestiegene und benannte Pik Alexander von Humboldt liegt rund fünf Kilometer westlich vom Pik Nansen. Der Gebirgszug besteht hauptsächlich aus metamorphem Glimmerschiefer und Kalkstein. Er ist von Firnfeldern und Gletschern bedeckt. An den Berghängen treten Felsen und Geröll zum Vorschein. Die unteren Lagen im Westteil der Bergkette sind von alpiner Heidelandschaft geprägt.